# Suomalainen Shakkikerho
Suomalainen Shakkikerho, w skrócie SSK – fiński klub szachowy z siedzibą w Helsinkach, pięciokrotny mistrz kraju.

## Historia
Klub powstał w 1931 roku, a jego pierwszym prezesem został Felix Linden. Klub zdobywał mistrzostwo kraju w latach 1963, 1975 oraz 1978–1980. Ponadto siedmiokrotnie był mistrzem Finlandii w szachach błyskawicznych (1963–1965, 1969–1971, 1975). W sezonie 1980/1982 zespół zadebiutował w Pucharze Europy, pokonując w drugiej rundzie CE Strasbourg, a następnie przegrywając w ćwierćfinale z Budapesti Spartacus SC. W sezonie 1983/1984 SSK odpadł z kolei w pierwszej rundzie z Crveną zvezdą. W 1992 roku klub spadł z SM-liigi, powrócił do niej na sezony 1993/1994 i 1995/1996, w których również spadał. W 2011 roku SSK wygrał baraż o awans do SM-liigi z HSK II, jednak w sezonie 2011/2012 spadł wskutek zajęcia ostatniej pozycji w pierwszej lidze. Ogółem zespół uczestniczył w dziewiętnastu sezonach SM-liigi. W 2017 roku klub połączył się z Lauttasaaren Shakkikerho, tworząc Lauttasaaren Suomalainen Shakkikerho.
Zawodnikami klubu byli m.in. Eero Böök, Soini Helle, Harri Hurme, Osmo Kaila, Pertti Lehikoinen, Kaarle Ojanen, Unto Raisa, Toivo Salo, Ilkka Sarén i Heikki Westerinen.